# Cantó de Sourdeval
El cantó de Sourdeval és un cantó francès del departament de la Manche, situat al districte d'Avranches. Té 8 municipis i el cap es Sourdeval.

## Municipis
- Beauficel
- Brouains
- Chaulieu
- Le Fresne-Poret
- Gathemo
- Perriers-en-Beauficel
- Sourdeval
- Vengeons

## Història
| Data d'elecció                           | Identitat           | Partit                     | Qualitat |
| ---------------------------------------- | ------------------- | -------------------------- | -------- |
| 1945-1955                                | Joseph Louvet       | Divers Droite              |          |
| 1955-1973                                | Jean Dilly          | RI                         |          |
| 1973-1979                                | Jean Monchecourt    | UDF                        |          |
| 1979-1992                                | Bernard Desgués     | RPR, després divers droite |          |
| 1992-2011                                | Albert Bazire       | RPR, després UMP           |          |
| 2011-                                    | Francine Fourmentin | PS                         |          |
| les dades anteriors no són pas conegudes |                     |                            |          |
|                                          |                     |                            |          |

## Demografia
| A partir de 1990: Població sense dobles comptes |